# Джапаридзе, Отар (фигурист)
Отар Ираклиевич Джапаридзе (груз. ოთარ ჯაფარიძე; род. 23 декабря 1987, Тбилиси) — грузинский фигурист, выступавший в танцах на льду. В паре с Эллисон Рид был участником Олимпийских игр (2010).
Джапаридзе совместно с Мариной Шельциной становился чемпионом Грузии 2004 года. В последующем его партнёршами являлись Екатерина Заикина, Изабелла Тобиас и Эллисон Рид. В 2011 году Отар завершил карьеру, но спустя один сезон вернулся в спорт. Он образовал пару с Ангелиной Телегиной, с которой участвовал в чемпионате Европы (2013, 2014) и мира (2014).

## Карьера
Его отец, Ираклий Джапаридзе, являлся президентом Федерации фигурного катания Грузии. Отар начал заниматься фигурным катанием в семь лет. До пятнадцати он был одиночником, а затем перешёл в танцы на льду. За свою карьеру в танцах он сменил довольно много партнёрш. Начинал выступать на международном уровне с Мариной Шельциной. В 2004 году они выигрывали национальный чемпионат Грузии и были двадцать первыми на чемпионате мира среди юниоров 2004.
С 2005 по 2007 год Отар выступал с Екатериной Заикиной, с которой тренировался в Москве у Людмилы и Алексея Горшковых. Наивысшим достижением пары было шестнадцатое место на чемпионате мира среди юниоров в 2007 году. В том же году Джапаридзе переехал в США, в группу Николая Морозова, где встал в пару с Изабеллой Тобиас. Вместе они выступали один сезон.
В 2009 году образовал пару с Эллисон Рид. Они тренировались под руководством Евгения Платова. На своём первом международном старте, Nebelhorn Trophy 2009, они заняли двенадцатое место. Тем самым пара завоевала одну квоту для сборной Грузии в танцах на льду на Олимпийские игры в Ванкувере. В январе 2010 года Рид было предоставлено грузинское гражданство, благодаря чему пара смогла представить страну на Играх, где они стали двадцать вторыми. На последовавшем вскоре чемпионате мира в Турине дуэт занял двадцать первое место.
В сезоне 2010/2011 пара завоевала серебро турнира Ice Challenge, а на крупных международных соревнованиях, таких как чемпионат Европы и мира, незначительно улучшила личный рекорд. По окончании сезона Рид перешла тренироваться в группу Галит Хайт, а Джапаридзе решил закончить карьеру фигуриста и заняться тренерской деятельностью. Но спутся один сезон он вернулся в танцы на льду, встав в пару с Ангелиной Телегиной. На Nebelhorn Trophy 2013, являвшимся олимпийской квалификацией, Джапаридзе и Телегиной не хватило чуть более одного балла до получения олимпийской квоты.
После завершения соревновательной карьеры стал тренером по фигурном катанию. Являлся одним из тренером Изабо Левито.

## Программы
(с А.Телегиной)
| Сезон     | Оригинальный/Короткий танец                 | Произвольный танец                                                 |
| --------- | ------------------------------------------- | ------------------------------------------------------------------ |
| 2013—2014 | Полька: «Schei-we-dei-wi-du» Die Mayrhofner | Tron: Legacy (саундтрек): The Grid, Adagio, Encom Part 2 Daft Punk |

(с Э.Рид)
| Сезон     | Оригинальный/Короткий танец                                                     | Произвольный танец                                        |
| --------- | ------------------------------------------------------------------------------- | --------------------------------------------------------- |
| 2010—2011 | Вальс: «Desde el Alma» Хуан Д'Ариензо Танго: «Building the Bullet» Луис Бакалов | «The Messiah Will Come Again» «Oh, Pretty Woman» Гэри Мур |
| 2009—2010 | Грузинские народные танцы: Bukinagari и Iloumi                                  | «Crusaders of the Light» и «Preliator» Yoav Goren         |

(с И.Тобиас)
| Сезон     | Оригинальный танец                                                                                   | Произвольный танец                                                      |
| --------- | --- | ----------------------------------------------------------------------- |
| 2007—2008 | «Две гитары» в исполнении Zoltan and his Gypsy Ensemble и Очи чёрные в исполнении Bigrock Balalaikas | Сарабанда Георг Фридрих Гендель «Furioso» Aria «Sarabande Suite» Globus |

(с Е.Зайкиной)
| Сезон     | Оригинальный танец         | Произвольный танец         |
| --------- | -------------------------- | -------------------------- |
| 2006—2007 | Танго Астор Пьяццолла      | Грузинская народная музыка |
| 2005—2006 | «Brasiliera» Сержио Мендес | Грузинская народная музыка |

(с М.Шелтсиной)
| Сезон     | Оригинальный танец                    | Произвольный танец         |
| --------- | ------------------------------------- | -------------------------- |
| 2004—2005 | Чарльстон Медленный фокстрот Квикстеп | Грузинская народная музыка |
| 2003—2004 | «Summertime» Сэм Тейлор «Hound Dog»   | Вальс Евгений Дога         |

## Результаты
| Сезон | Партнёрша         | Пр.    |
| ----- | ----------------- | ------ |
| 02/03 | Марина Шельцина   | [ 6 ]  |
| 03/04 | Марина Шельцина   | [ 6 ]  |
| 05/06 | Екатерина Заикина | [ 7 ]  |
| 06/07 | Екатерина Заикина | [ 7 ]  |
| 07/08 | Изабелла Тобиас   | [ 8 ]  |
| 09/10 | Эллисон Рид       | [ 9 ]  |
| 10/11 | Эллисон Рид       | [ 9 ]  |
| 12/13 | Ангелина Телегина | [ 10 ] |
| 13/14 | Ангелина Телегина | [ 10 ] |

| Соревнования                | 02/03         | 03/04         | 05/06         | 06/07         | 07/08         | 09/10         | 10/11         | 12/13         | 13/14         |
| Международные               | Международные | Международные | Международные | Международные | Международные | Международные | Международные | Международные | Международные |
| --------------------------- | ------------- | ------------- | ------------- | ------------- | ------------- | ------------- | ------------- | ------------- | ------------- |
| Олимпийские игры            |               |               |               |               |               | 22            |               |               |               |
| Чемпионат мира              |               |               |               |               |               | 21            | 18            |               | 31            |
| Чемпионат Европы            |               |               |               |               |               | 19            | 17            | 20            | 27            |
| Nebelhorn Trophy            |               |               |               |               |               | 12            |               |               | 11            |
| U.S. Classic                |               |               |               |               |               |               |               |               | 11            |
| Ukrainian Open              |               |               |               |               |               |               |               |               | 4             |
| Мемориал Ондрея Непелы      |               |               |               |               |               |               |               | 9             |               |
| Золотой конёк Загреба       |               |               |               |               |               |               | 4             | 12            |               |
| Ice Challenge               |               |               |               |               |               |               | 2             |               |               |
| Мемориал Павела Романа      |               |               |               |               |               | 9             |               |               |               |
| Международные среди юниоров |               |               |               |               |               |               |               |               |               |
| Чемпионат мира              |               | 21            | 21            | 16            | 14            |               |               |               |               |
| Гран-при Германии           |               |               |               |               | 7             |               |               |               |               |
| Гран-при Великобритании     |               |               |               |               | 6             |               |               |               |               |
| Гран-при Нидерландов        |               |               |               | 7             |               |               |               |               |               |
| Гран-при Румынии            |               |               |               | 4             |               |               |               |               |               |
| Гран-при Словении           |               | 14            |               |               |               |               |               |               |               |
| Гран-при Хорватии           |               | 12            |               |               |               |               |               |               |               |
| Национальные                |               |               |               |               |               |               |               |               |               |
| Чемпионат Грузии            | 2             | 1             |               |               |               |               |               |               |               |